# Hero (chanson d'Enrique Iglesias)
Pour les articles homonymes, voir Hero.
Singles de Enrique Iglesias
Could I Have This Kiss Forever
(2000) Escape
(2002)
Clip vidéo
[vidéo] « Hero », sur YouTube
Hero est une chanson du chanteur espagnol Enrique Iglesias. Aux États-Unis, elle a été officiellement lancée à la radio le 13 août 2001 et publiée en single le 3 septembre. La chanson fera également partie du deuxième album studio anglophone du chanteur, Escape, qui sortira en octobre 2001.
La chanson a débuté à la 44e place du Hot 100 du magazine américain Billboard dans la semaine du 29 septembre 2001 et a atteint la 3e place dans la semaine du 17 novembre,.
Au Royaume-Uni, elle a passé quatre semaines à la 1re place du hit-parade des singles en janvier-février 2002. (Elle a débuté à la 86e place dans la semaine du 20 au 26 janvier 2002 et atteint la 1re place la semaine suivante.)
En 2001–2002, la chanson a aussi atteint la 1re place en Espagne, en Suisse et en Australie, la 2e place aux Pays-Bas et en Flandre (Belgique néerlandophone), la 3e place en Allemagne, en Autriche, en Suède, en Norvège et en Nouvelle-Zélande, la 4e place en Italie, la 5e place au Danemark, la 19e place en Wallonie (Belgique francophone) et la 43e place en France.
Le musicien britannique Lawrey a enregistré une version synth-pop de la chanson avec Kate Hawken et Jory Griffin.
Le 4 décembre 2020, le band latino CNCO a sorti une reprise de la chanson, 20 ans après l'original.